# سهيلة زين العابدين
سهيلة زين العابدين حماد، (20 يناير 1958م -)، كاتبة سعودية.
ولدت بالمدينة المنورة ونشئت في بيت علم ودين وفقه وقد تلقت علومها الأولية على يد والدها وهو الشيخ زين العابدين حماد أحد علماء المدينة المنورة وأمام وخطيب المسجد النبوي الشريف.
أحبت القراءة منذ صغر سنها وكانت تقراء لكبار لأدباء والمفكرين وهي نموذج رفيع للمرأة العربية المسلمة. فهي لم تدع قضية من قضايا الأمة لم تكتب فيها، ولم تدع كاتبًا أو مفكرًا، أو شاعرًا يمس العقيدة إلا وتصدت له  كإحسان عبد القدوس وتوفيق الحكيم وغيرهم كما أهتمت بمعالجة الكثير من قضايا المرآة وأن الإسلام أعطاها حقوقها وكرمها وسواها بالرجل.
وهي كذلك عضو الجمعية الوطنية لحقوق الإنسان وأهتمت في علاج الكثير من القضايا في المجتمع.

## المؤهلات والشهادات العليا
- بكالوريوس آداب قسم تاريخ من جامعة الملك سعود (الرياض سابقاً).
- دراسات عليا «تاريخ إسلامي» كلية الدراسات الإنسانية - جامعة الأزهر عام بتقدير ممتاز عام1995م، وعودلت بالماجستير.
- حصلت على شهادة توفل من إمدست بالقاهرة عام 1994م.
- مرشحة للدكتوراة.
- التخصص العام: تاريخ.
- التخصص الدقيق: تاريخ إسلامي.

## الحياة العملية
التحقت بالعمل الوظيفي في مجال التدريس العام قبل أن تتفرغ للكتابة والبحث العلمي، والعمل التطوعي.

## المؤلفات
لها 26 مؤلفًا نقديًا وفق نظرية التصور الإسلامي في النقد الأدبي التي أسهمت في تنظيرها، وهي سلسلة الفكر العربي تحت مجهر التصور الإسلامي، و (6) مؤلفًا أدبيًا، و (2) مؤلفًا في الاستشراق والسيرة النبوية، و (10)مؤلفًا في دراسات تاريخية، و (17) كتب حقوقية، و (12) مؤلفًا تتناول قضايا سياسية معاصرة، ومؤلفًا واحداً في الإعلام، وثلاث كتب تربوية وتعليمية، و (23) مؤلفًا يعالج قضايا المرأة. صدر من هذه المؤلفات (20) مؤلفًا، من أهمها:
1. مسيرة المرأة السعودية إلى أين؟ (جزءان)الجزء الأول صدر من الدار السعودية لنشر عام 1404هـ الجزء الثاني صدر عن دار الراية للتنمية الفكرية.
2. المرأة بين الإفراط والتفريط الناشر الدار السعودية للنشر الطبعة الأولى عام 1404هـ ـ 1983م والطبعة الثانية صدرت في عام 1404هـ 1984م.
3. المرأة المسلمة ومواجهة تحديات العولمة صدر عن دار العبيكان صدر في 1424هـ ـ 2003م.
4. دور المرأة المسلمة في وضعنا الراهن الناشر الدار السعودية وصدر في 1407هـ ـ 1987م
5. إحسان عبد القدوس بين العلمانية والفرويدية الناشر دار الفجر الإسلامية سنة 1411هـ 1990م.
6. من وراء أحداث سبتمبر؟ صدر عن مركز الراية عام 1424هـ ـ 2003م.
7. الإعلام في العالم الإسلامي الواقع صدر عن دار العبيكان 1424هـ ـ 2003م
8. من عمق الروح وصلب الفكر الناشر الدار السعودية للنشر صدر عام 1405هـ ـ 1985م
9. الإرهاب "أهدافه ـ منابعه ـ كيف نحصن أولادنا من الوقوع في مستنقعه؟ مركز الراية للتنمية الفكرية.
10. وماذا بعد يا قدس؟ صدر عن مركز الراية في 1424هـ ـ 2003م.

## النشاط الإجتماعي والعلمي والثقافي
- دليلة، وهي مهنة آبائها وأجدادها، والتي تقوم على خدمة ضيوف الرحمن أثناء إقامتهم في المدينة، بعد أو قبل آدائهم لمناسك الحج والعمرة.
- أسهمت في تأسيس المدارس النسوية للجماعة الخيرية لتحفيظ القرآن الكريم بالمدينة المنورة، والتي كانت تشرف عليها جامعة الإمام محمد بن سعود الإسلامية، وعملت تطوعاً رئيسة لهذه المدارس منذ انضمامها إلى جامعة الإمام سنة 1406 -1413هـ؛ إلى أن طلبت الإعفاء من رئاستها.
- رئيسة لجنة الأديبات الإسلاميات برابطة الأدب الإسلامي العالمية «تطوعاً» سابقاً.
- عضو الاتحاد العالمي لعلماء المسلمين.
- عضو الاتحاد النسائي العالمي.
- عضو مجلس الأمناء بالاتحاد النسائي.
- عضو المجلس العلمي النسائي العالمي.
- عضو اتحاد المؤرخين العرب بالقاهرة.
- عضو في المجلس التأسيسي للحملة العالمية لمقاومة العدوان.
- عضو في المجلس التنفيذي ونائبة رئيس لجنة الدراسات والاستشارات، ونائبة رئيس اللجنة العلمية، ورئيسة مركز المعلومات والإحصاء والتوثيق في الجمعية الوطنية لحقوق الإنسان.
- كرمت في مؤتمر الأدباء السعوديين الثاني الذي أقامته جامعة أم القرى بمكة المكرمة مع رواد الحركة الأدبية في المملكة العربية السعودية عام 1419هـ، وهي أول أديبة تكرم.
- كُرِّمت في نادي المدينة الأدبي عام 1421هـ.
- كرِّمت من قبل القسم النسوي بالجمعية الخيرية لتحفيظ القرآن الكريم بالمدينة المنورة في الثامن والعشرين من شهر ذي الحجة عام 1423هـ.
- كرمت من قبل وزارة الحج السعودية كدليلة ذات أداء متميز يوم 22/2/1427هـ الموافق 22/3/2006م.
- نشطت في مجال الكتابة منذ سنة 1395هـ، وقدمت خلالها أكثر من مائة بحثاً ودراسة بعضها صدر في مؤلفات، والآخر معد للطبع، وأكثر من ستمائة مقالاً، تناولت مختلف الموضوعات من تاريخية وأدبية، واجتماعية، وسياسية وإعلامية وتربوية وتعليمية ومحلية واقتصادية وحقوقية، ونشرت في معظم الصحف والمجلات والدوريات السعودية، وبعض الصحف والمجلات العربية، وأجريت معها أحاديث وحورات صحفية في معظم الصحف والمجلات السعودية والعربية، وبعض الصحف الغربية، وبعض وكالات الأنباء الأجنبية.

## الإنجازات العلمية
- وضعت منظورها الخاص في النقد الأدبي، وطبقتها في عدة بحوث ودراسات منها: فكر توفيق الحكيم تحت مجهر التصور الإسلامي، وإحسان عبد القدوس بين العلمانية والفرويدية، والتأثير الغربي على فكر الدكتور طه حسين وغيرهم، وهذه الدراسة من 26 جزءاً تشمل الجانبيْن التنظيري والتطبيقي، وصدر منها حتى الآن مؤلفان فقط، هما "إحسان عبد القدوس بين العلمانية والفرويدية، والتيار الإسلامي في شعر العشماوي.
- وضعت الهيكل الإداري للمدارس النسوية لتحفيظ القرآن الكريم بالمدينة المنورة، وقد سارت على هذا التنظيم بعض المدارس النسوية لتحفيظ القرآن الكريم بمختلف مدن المملكة العربية السعودية.
- اقترحت لائحة تنظيمية، وخطة عمل للجنة الأديبات الإسلاميات برابطة الأدب الإسلامي العالمية.
- شاركت في اجتماع لجنة الشؤون الإسلامية بمجلس الشورى لبحث قضية أسباب انتشار ظاهرتي الع***ة والعنوسة في المجتمع السعودي، وقدمت لمجلس الشورى دراسة عن أسباب انتشار هاتين الظاهرتيْن، وكيفية علاجهما.
- قدمت للجمعية الوطنية لحقوق الإنسان عدة مشاريع منها مشروع مركز الدراسات والإحصاء والتوثيق، وأشرفت على تنفيذ هذا المشروع برئاستها.
- وضع خطة مجلة حقوق الإنسان، واعتمدت من قبل الجمعية الوطنية لحقوق الإنسان بالمملكة العربية السعودية.
- مشروع تعليم مادة حقوق الإنسان في الجامعات السعودية، وقد حُكِّم وأجيز من قبل الجمعية الوطنية لحقوق الإنسان.
- قدمت للجمعية الوطنية لحقوق الإنسان مشروع جائزة حقوق الإنسان.
- قدمت للجمعية الوطنية لحقوق الإنسان خطة إستراتيجية للجمعية.
- المؤتمرات العلمية التي شاركت فيها: شاركت في أكثر من ثلاثين مؤتمراً وندوة على المستويات المحلية والإقليمية والدولية، وألقت في كثير منها أوراق عمل، وبحوث، ودراسات موثقة.
- المحاضرات والندوات الثقافية والمهرجانات الثقافية
- شاركت في أكثر من عشر ملتقيات وقدمت محاضرات عديدة في بعض المهرجانات الثقافية داخل وخارج المملكة.
المصدر:

. على يوتيوب